# Estação de Golf Halt

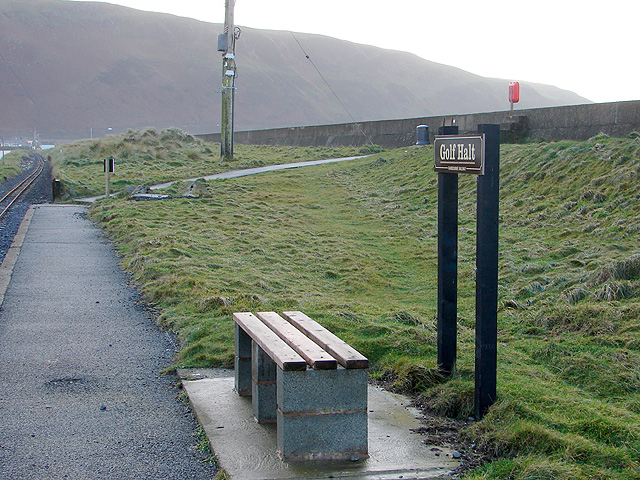
Estação de Golf Halt, antiga estação de Gorsafawddacha'idraigodanheddogleddollônpenrhynareurdraethceredigion

A Estação de Golf Halt (em inglês: Golf Halt railway station) é uma pequena estação ferroviária na Fairbourne Railway em Gwynedd, País de Gales.
Até 2006, a estação era conhecida como Gorsafawddacha'idraigodanheddogleddollônpenrhynareurdraethceredigion, um nome escolhido para rivalizar com a cidade com o maior número de letras no nome do mundo (Llanfairpwllgwyngyllgogerychwyrndrobwllllantysiliogogogoch).